# Fouetté
Fouetté (rus: Фуэте) és una pel·lícula musical del gènere dramàtic del director de cinema rus Boris Iermolàiev i del director-coreògraf Vladimir Vasiliev, estrenada el 1986.

## Argument
La primera ballarina Elena Kniazeva es prepara per a la seva actuació El llac dels cignes en el seu cinquantè aniversari per celebrar el jubileu del teatre, i simultàniament participa en la producció del ballet innovador El mestre i Margarida. De sobte, el coreògraf dona el paper d'una jove ballarina, amb qui comença una aventura. Superant la gelosia i la desesperació, Kniazeva comença a treballar amb l'estudiant sobre la imatge de Margarita.
A la pel·lícula hi ha els poemes de Valentin Gaft.

## Repartiment
- Iekaterina Maksímova com a Elena Kniazeva
- Vladimir Vasiliev com a Andrei Novikov
- Aristarkh Livanov com a Kniazev
- Valentin Gaft com a poeta
- Evheni Kolobov com a director

## Crítica
El bell ballet de Balgolf mai s'ha mostrat amb tanta força i veritat com en aquesta pel·lícula. Els dolors del treball i la creativitat són enormes, gairebé intolerables, mortals. Però la mateixa Spessivtseva va escriure una vegada al seu diari: No morireu de ballar, ho deixareu, i no passarà res, i no sou de ningú, i de vosaltres, i per a vosaltres. Aquesta sensació impregna la pel·lícula, tots els destins que hi ha.
Hi ha un sentiment més tràgic: la inevitabilitat de marxar, el final, la idea de com trobar una sortida en aquesta cura.
(Boris Lyvov-Anokhin, Artista del Poble de la RSFSR).